# Cosa Nuestra (album van Rauw Alejandro)
Cosa Nuestra (vertaald: ons ding ) is het vijfde studioalbum van de Puerto Ricaanse zanger Rauw Alejandro. Het werd uitgebracht op 15 november 2024 via Sony Music Latin en Duars Entertainment. Gastoptredens op het album zijn onder andere Bad Bunny, Pharrell Williams, Alexis & Fido, Feid, Romeo Santos, Laura Pausini en Latin Mafia. Het album is opgenomen bij Electric Garden in Brooklyn, 5020 Studio in Miami en Sensei Sound in Carolina (Puerto Rico), waarbij het hele album uitvoerend geproduceerd werd door Alejandro. Hij werkte met verschillende producers, waaronder Tainy, Cauty, Mr. NaisGai en Dímelo Ninow, aan de productie van het album.
Het album staat vooral genoteerd als een salsa- en reggaetonalbum. De titel verwijst naar het gelijknamige album van Willie Colón en Héctor Lavoe uit 1969. Het concept van het album is geïnspireerd op de jaren 70 en New York. Het werd ondersteund door zes singles, "Touching the Sky", "Déjame Entrar", "Pasaporte", de Bad Bunny samenwerking "Qué Pasaría..." de Romeo Santos samenwerking " Khé? ", en de Laura Pausini samenwerking "Se fue". Bij de release kreeg het album voornamelijk positieve recensies van critici van hedendaagse muziek. Zij prezen de diversiteit aan genres op het album en de veelzijdigheid van de zanger.

## Achtergrond en release
In 2023, na het uitbrengen van zijn vierde studioalbum Playa Saturno, zei de zanger dat hij een tijdje pauze zou nemen, omdat hij niet zeker wist wanneer hij weer een album zou uitbrengen. Op 7 maart 2024 onthulde de zanger informatie over zijn vijfde studioalbum tijdens een videogesprek met ‘’CR Fashion Book‘’, waarin hij verklaarde dat hij een nieuw tijdperk in zijn carrière zou beginnen. Hij onthulde ook dat het album nog steeds executively produced door hem werd geproduceerd, maar dat hij ook andere instrumenten leerde spelen, waaronder drums, piano en gitaar.
Op 23 mei werd de debuutsingle “Touching the Sky” uitgebracht, waarmee de verwachtingen voor het aankomende vijfde studioalbum van de zanger verder werden bevestigd. Op 8 juni onthulde hij verdere details aan Billboard dat hij geïnspireerd was door de musical West Side Story voor zijn liveoptredens en album, en plaagde vervolgens zijn vijfde studioalbum op Today door de nummers erop “te goed om in de studio te zijn” te noemen.  Ook werd op 18 juli de tweede single “Déjame entrar” uitgebracht, waarbij de videoclip de naam van het album onthulde als ‘'Cosa nuestra’' en dat het rond de herfst van 2024 zou uitkomen. De titel van het album verwijst naar het album homonym uit 1969 van salsamuzikanten Willie Colón en Héctor Lavoe, terwijl het ook is vernoemd naar de Siciliaanse maffia, die ook bekendstaat als Cosa Nostra.  Op 26 september, toen de derde single “Pasaporte” werd uitgebracht, werd de releasedatum van het album onthuld, gepland voor 15 november. Op 11 november werden de tracklist van het album en de samenwerkingen onthuld.

## Singles
“Touching the Sky” werd uitgebracht op 23 mei 2024 als de eerste single van het album. De bijbehorende videoclip, geregisseerd door Martin Seipel en geproduceerd door Rocío Taboada, toont Alejandro dansend in de straten van New York.
“Déjame Entrar” werd op 18 juli uitgebracht als tweede single, samen met de bijbehorende videoclip met een cameo van de Amerikaanse acteur Adrien Brody.
De derde single, “Pasaporte” featuring producer Mr. NaisGai, werd op 26 september uitgebracht als derde single en vergezeld van de bijbehorende videoclip. Op 5 december verscheen de vierde single “Khé?” met de Amerikaanse zanger Romeo Santos..

## Tracklijst
Alle muziek en teksten zijn geschreven door Raúl Ocasio Ruiz, behalve waar genoteerd. 
| 1.                 | Cosa Nuestra                                       |                                                                                          | Dímelo Ninow, El Zorro, Kenobi                                                   | 4:20 |
| 2.                 | Déjame Entrar                                      |                                                                                          | El Zorro, Mag, Mick Coogan, Tyler Spry, Dímelo Ninow, Kenobi                     | 4:14 |
| 3.                 | Qué Pasaría... (met Bad Bunny)                     | Ocasio Ruiz, Benito Martínez Ocasio                                                      | El Zorro, Mag, Coogan, Red Fingers                                               | 3:11 |
| 4.                 | Tú con Él                                          | Eduardo Franco da Silva                                                                  | Dímelo Ninow, El Zorro, Frank Torres, Kenobi                                     | 4:49 |
| 5.                 | Committed (met Pharrell Williams)                  | Ocasio Ruiz, Pharrell Williams                                                           | Williams, Dímelo Ninow, El Zorro, Kenobi                                         | 2:39 |
| 6.                 | Espresso Martini (met Marconi Impara en Yan Block) | Ocasio Ruiz, Carlos Martín Marrero, Marcos Mercado Mota, Christian Mojica Blanco         | Dímelo Ninow, El Zorro, Kenobi                                                   | 3:11 |
| 7.                 | Baja Pa' Acá (met Alexis & Fido)                   | Ocasio Ruiz, Raúl Alexis Ortíz, Joel Fido Martínez, Mojica Blanco                        | Dímelo Ninow, El Zorro, Kenobi                                                   | 3:20 |
| 8.                 | Ni Me Conozco                                      |                                                                                          | Johan Arjona, Dímelo Ninow, El Zorro, Kenobi                                     | 3:49 |
| 9.                 | Il Capo                                            |                                                                                          | Bass Charity, El Zorro, Mag, Dímelo Ninow                                        | 4:09 |
| 10.                | Revolú (met Feid)                                  | Ocasio Ruiz, Salomón Villada Hoyos, Mojica Blanco                                        | Cauty, Dímelo Ninow, El Zorro                                                    | 3:35 |
| 11.                | Mil Mujeres                                        |                                                                                          | Dímelo Ninow, El Zorro, Kenobi                                                   | 2:48 |
| 12.                | Khé? (met Romeo Santos)                            | Ocasio Ruiz, Anthony Santos, Andrea Mangiamarchi, Marvin Hawkin                          | DJ Maff, El Zorro, Jhon el Diver, Mr. NaisGai, Romeo Santos, Isaiah Ennio Parker | 3:26 |
| 13.                | Se Fue (met Laura Pausini)                         | Ignacio Ballesteros Díaz, Federico Cavalli, Pietro Cremonesi, Arcangelo Valsiglio        | Mr. NaisGai                                                                      | 4:00 |
| 14.                | Pasaporte (met Mr. NaisGai)                        | Ocasio Ruiz, Luis González Maldonado                                                     | El Zorro, Mr. NaisGai, SG Lewis, Dímelo Ninow, Kenobi                            | 4:26 |
| 15.                | Touching the Sky                                   |                                                                                          | Dímelo Ninow, Dulce como Candy, El Zorro, Kenobi, Smiileey                       | 3:07 |
| 16.                | Amar de Nuevo                                      | Ocasio Ruiz, Mojica Blanco                                                               | Johan Arjona, Spry, Dímelo Ninow                                                 | 4:28 |
| 17.                | 2:12 AM (met Latin Mafia)                          | Ocasio Ruiz, Emilio de la Rosa Marroquín, Miguel de la Rosa Marroquín, Milton de la Rosa | Tainy, Dímelo Ninow, El Zorro, Kenobi                                            | 3:31 |
| 18.                | SexxxMachine                                       |                                                                                          | El Zorro, Kenobi, Lokey, Smart, Timbaland, Dímelo Ninow                          | 3:56 |
| Totale duur: 66:59 |                                                    |                                                                                          |                                                                                  |      |